# Hochschule für Kirchenmusik Heidelberg
Die Hochschule für Kirchenmusik Heidelberg (kurz: HfK) ist eine Musikhochschule in Deutschland mit Sitz in der baden-württembergischen Universitätsstadt Heidelberg. Schwerpunkt der Ausbildung ist die Kirchenmusik, insbesondere in den Fächern Chorleitung und künstlerisches Orgelspiel. Seit ihrer Gründung 1931 steht die Hochschule unter der Trägerschaft der Evangelischen Landeskirche in Baden.
Sie ist mittlerweile die größte und eine der renommiertesten der sechs evangelischen Musikhochschulen in Deutschland und der fast 30 deutschen Ausbildungsstätten für evangelische Kirchenmusik. Die musikalische Ausbildung umfasst alle gängigen fachbezogenen Studiengänge bis zur Künstlerischen Reifeprüfung und dem Konzertexamen.

## Geschichte

### Kirchenmusikalisches Institut
Die Vorgängereinrichtung, das Evangelische Kirchenmusikalische Institut Heidelberg (KI), wurde 1931 von Hermann Meinhard Poppen zur Verbesserung der Kirchenmusiker-Ausbildung der Badischen Landeskirche gegründet. Vorbild war das Kirchenmusikalische Institut in Leipzig, an dem Poppen unter Thomaskantor Karl Straube studiert hatte.
Angeboten wurden in Heidelberg sämtliche kirchenmusikalische Fächer (Orgelspiel und andere Instrumentalfächer, Chorleitung, Gesang) sowie Theoriefächer (Harmonielehre, Kontrapunkt, Generalbass, Stilkunde) in mehreren Studiengängen. Zunächst war das Institut im Gebäude Anlage 62 untergebracht. Ab 1965 wurde ein Neubau in der Hildastraße geplant, der 1971 bezogen wurde und verschiedene Anbauten erhielt.

### Hochschule für Kirchenmusik

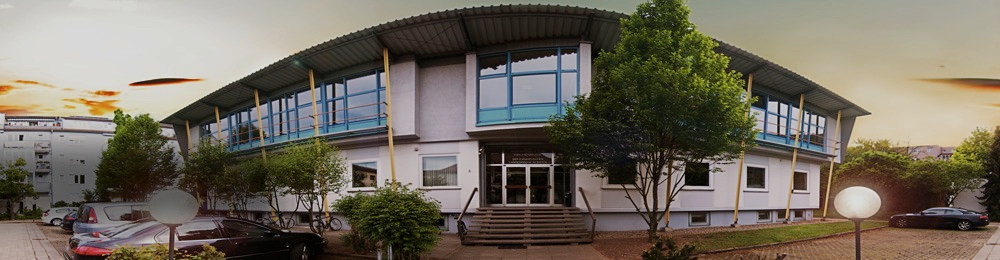
Außenansicht des Hauptgebäudes der Hochschule für Kirchenmusik in Heidelberg.

40 Jahre nach der Gründung des Kirchenmusikalischen Instituts und nach zwölfjähriger Planungs- und Bauzeit wurde am 23. Oktober 1971 ein Neubau in Betrieb genommen. Von 1990 bis 2022 wurden Renovierungs- und Erweiterungsarbeiten vorgenommen.
Die Hochschule verfügt über einen Konzertsaal für bis zu 300 Personen inklusive einer Saalorgel, einen Chorsaal, zwei Hörsäle, mehrere Seminarräume, zwei Bibliotheken und 20 schallgedämmte Üb- und Unterrichtsräume. Seit 2020 ist auf dem Campus der Hochschule die Akademie für Kirchenmusik untergebracht, in der die kirchenmusikalische C-Ausbildung stattfindet. Ebenfalls seit 2020 hat dort das Popinstitut Kirchenmusik  seinen Sitz.

## Saalorgel

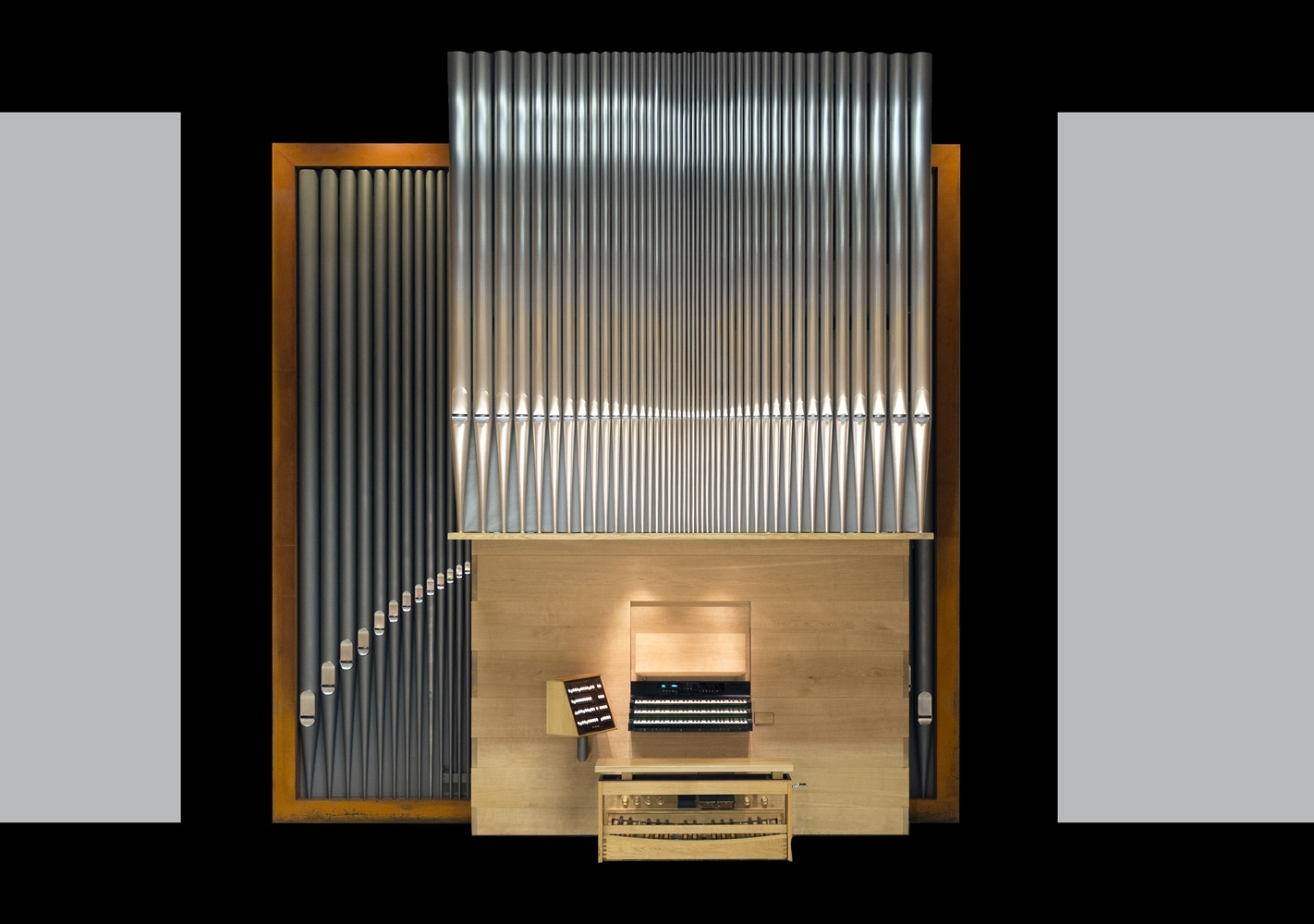
Saalorgel (HfK Heidelberg)

Der Orgelbauer Andreas Schiegnitz (Grünstadt) erbaute 2014 eine neue große Saalorgel, die im Konzertsaal der Hochschule aufgestellt worden ist. Das Instrument hat 41 Register auf drei Manualwerken und Pedal. Im Hauptwerk ist auch ein mitteltöniges Register untergebracht. Die Tontrakturen sind mechanisch, die Registertraktur elektrisch. Im Jahr 2016 wurde die Orgel mit dem Staatspreis des Landes Rheinland-Pfalz ausgezeichnet.
Die Disposition lautet wie folgt:
| I Hauptwerk C–a3 |                        |        |
| 01.              | Bourdon                | 16′    |
| 02.              | Prinzipal              | 08′    |
| 03.              | Copel                  | 08′    |
| 04.              | Gambe                  | 08′    |
| 05.              | Oktave                 | 04′    |
| 06.              | Flöte                  | 04′    |
| 07.              | Quinte                 | 02 ⁄3′ |
| 08.              | Oktave                 | 02′    |
| 09.              | Mixtur IV 01 ⁄3′       |        |
| 10.              | Trompete               | 08'    |
|                  |                        |        |
|                  | Mitteltöniges Register |        |
|                  | Principal              | 08′    |

| II Positiv (schwellbar) C–a3 |              |       |
| 11.                          | Rohrflöte    | 8′    |
| 12.                          | Salizional   | 8′    |
| 13.                          | Prinzipal    | 4′    |
| 14.                          | Gemsflöte    | 4′    |
| 15.                          | Sesquialtera | 2 ⁄3′ |
| 16.                          | Octave       | 2′    |
| 17.                          | Larigot      | 1 ⁄3′ |
| 18.                          | Scharff III  | 1'    |
| 19.                          | Clarinette   | 8'    |
|                              | Tremulant 0  |       |

| III Schwellwerk C–a4 |             |         |
| 20.                  | Gedeckt     | 16′     |
| 21.                  | Principal   | 08′     |
| 22.                  | Bourdon     | 08′     |
| 23.                  | Aeoline     | 08′     |
| 24.                  | Bifaria     | 08′     |
| 25.                  | Flöte       | 04′     |
| 26.                  | Fugara      | 04′     |
| 27.                  | Nasard      | 02 ⁄3′  |
| 28.                  | Flageolett  | 02′     |
| 29.                  | Terz        | 01 3⁄5′ |
| 30.                  | Trompete    | 08'     |
| 31.                  | Oboe        | 08′     |
|                      | Tremulant 0 |         |

| Pedal C–f1 |              |     |
| 32.        | Untersatz    | 32′ |
| 33.        | Kontrabass 0 | 16′ |
| 34.        | Subbass      | 16′ |
| 35.        | Zartbass     | 16′ |
| 36.        | Octavbass    | 08′ |
| 37.        | Cellobass    | 08′ |
| 38.        | Gedeckt      | 08' |
| 39.        | Octave       | 04' |
| 40.        | Posaune      | 16′ |
| 41.        | Trompete     | 08' |

- Koppeln:
  - Normalkoppeln (mechanisch): II/I, III/I, I/P, II/P, III/P
  - Normalkoppel (elektrisch): III/II
  - Suboktavkoppeln (elektrisch):  III/I, III/II, III/III
  - Superoktavkoppeln (elektrisch): III/I, III/II, III/III, III/P
  - Hyperoktavkoppel (elektrisch): III/P
- Spielhilfen: 10.000-fache Setzeranlage, Crescendowalze, Registerfessel, Tastenfessel auf III, frei programmierbare Koppeln aus III

## Lage
Die Musikhochschule befindet sich in der Hildastraße 8 des Heidelberger Stadtteils Weststadt. Dieser grenzt im Süden an die Heidelberger Altstadt mit dem Universitätscampus sowie im Nordosten an die Innenstadt. Die Christuskirche mit ihren beiden historischen Orgeln befindet sich in unmittelbarer Nähe. Weitere Orgeln in Heidelberg und Umgebung stehen zum Üb- und Unterrichtsbetrieb zur Verfügung.

## Profil
Neben den Hauptfächern Chor-  und Orchesterleitung, Künstlerisches und Liturgisches Orgelspiel, Musiktheorie, Gehörbildung, der Teilnahme am Hochschulchor und den Nebenfächern wie Klavier, Gesang, Partiturspiel, Generalbass, Kinderchorleitung und Pop- und Jazzpiano bzw. -Chorleitung und Jazzgesang werden theologische Fächer wie Hymnologie, Liturgik, Theologische Grundlagen und musikwissenschaftliche Fächer wie Musikgeschichte, Instrumentenkunde, Orgelbau, Akustik, Stilkunde und Interpretation bzw. Didaktik unterrichtet. In Wahlpflichtmodulen können Interessen vertieft werden.
In regelmäßigen Abständen werden zusätzlich Meisterkurse, Seminare, Praktika, Symposien, Fortbildungen und Exkursionen sowie mehrere Konzerte pro Semester angeboten.
Beim Liturgisch-homiletischen Seminar kooperiert die Hochschule mit der theologischen Fakultät der Ruprecht-Karls-Universität Heidelberg, ebenso beim Seminar Stimme und Sprache. Ein wissenschaftlicher Austausch besteht mit dem musikwissenschaftlichen Seminar der Universität. Deutschlandweit einzigartig ist die Ausbildung zum Orgel- oder Glockensachverständigen, die an der Hochschule von der Vereinigung der Orgelsachverständigen Deutschlands organisiert wird.

### Ensembles

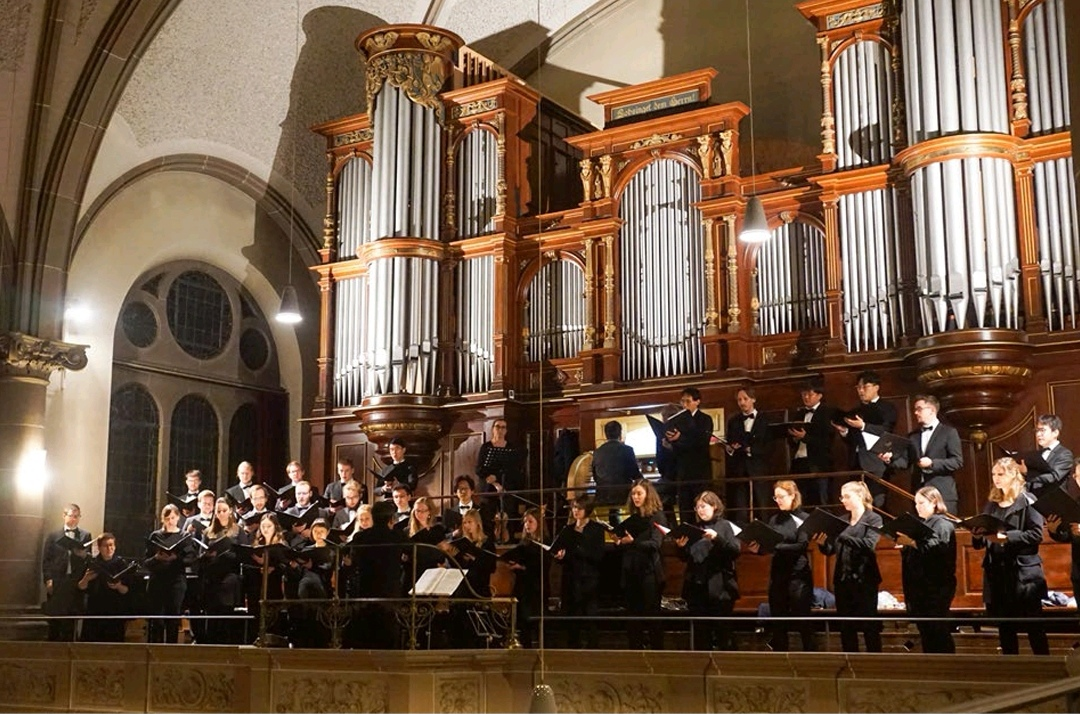
Badischer Kammerchor der HfK Heidelberg während eines Konzerts in der Christuskirche (2021)

Der Badische Kammerchor ist der Konzertchor der Hochschule. Er setzt sich u. a. aus den an der Hochschule Studierenden zusammen und steht derzeit unter der Leitung von Michiya Azumi.
Schwerpunkt des Repertoires sind oratorische Werke und anspruchsvolle a cappella-Programme.
Neben dem Posaunenchor der Hochschule unter der Leitung von Landesposaunenwart Armin Schaefer existiert ein Jazzensemble unter der Leitung von Gerhard Luchterhandt und daneben verschiedene Bandformationen.

## Kooperationen
Die Hochschule kooperiert sowohl mit der Universität Heidelberg als auch mit der Musikhochschule Mannheim und bietet u. a. das Parallelstudium  Bachelor Ev. Kirchenmusik/Schulmusik an, sowie seit 2020 den postgradualen Studiengang Popularkirchenmusik in Kooperation mit der Popakademie Baden-Württemberg.
Die kirchenmusikalische C-Ausbildung findet in Zusammenarbeit mit der Pädagogischen Hochschule statt.
Durch die intensive Zusammenarbeit mit der Kammerphilharmonie Mannheim werden mehrtägige Orchesterstudientage mit Übungs- und Aufführungsmöglichkeit von Kantaten und Oratorien ermöglicht. Konzerte werden auch mit dem Instrumentalensemble L’arpa festante konzipiert.

## Studiengänge

### Grundständige Studiengänge
- Bachelor Ev. Kirchenmusik
- Parallelstudium Bachelor Ev. Kirchenmusik/Schulmusik an Gymnasien
- Ergänzungsstudiengang Bachelor Ev. Kirchenmusik für Schulmusiker
- Bachelor Posaunenwart/-in
- Gast-, Vor- und Kontaktstudium
- Kirchenmusikalische C-Ausbildung
- Ausbildung zum bzw. zur Orgel- und/oder Glockensachverständigen
- Jungstudierende (ab 13 Jahren)

### Aufbaustudiengänge
- Master Ev. Kirchenmusik
- Master Popularkirchenmusik
- Künstlerische Ausbildung Chorleitung
- Künstlerische Ausbildung Orgel
- Künstlerische Ausbildung Orgelimprovisation
- Künstlerische Ausbildung Klavier
- Künstlerische Ausbildung Gesang
- Solistenklasse Orgel/Konzertexamen

## Persönlichkeiten

### Rektoren
- 1931–1956: Hermann Meinhard Poppen
- 1956–1973: Herbert Haag
- 1973–1998: Wolfgang Herbst
- 1998–2006: Hermann Schäffer
- 2006–2018: Bernd Stegmann
- Seit 2018: Martin Mautner[26]

### Lehrende
- Gerhard Luchterhandt
- Maria Mokhova
- Michael Gerhard Kaufmann
- Carsten Klomp
- Christiane Michel-Ostertun
- Markus Uhl
- Michael Polth
- Stefan Göttelmann
- Christoph Georgii
- Sebastian Hübner
- Manuel Durão
- Johannes Matthias Michel

### Ehemals Lehrende
Als Dozenten wirkten unter anderem Heinz Werner Zimmermann, Rolf Schweizer, Wolfgang Fortner, Helmut Tramnitz, Wolfgang Dallmann, Kurt Bossler, Gerd Türk, Gunther Martin Göttsche, Renate Zimmermann, Carsten Wiebusch, Jan Wilke und Martin Sander am Institut.

## Bekannte Absolventen (Auswahl)
- Gerd-Peter Münden (Domkantor)
- Felix Hell (Organist)
- Hans Werner Henze (Komponist)
- Johannes Matthias Michel (Hochschullehrer, Kirchenmusikdirektor und Komponist)
- Stefan Göttelmann (Organist und Hochschullehrer)
- Martin Lutz (Kirchenmusiker und Cembalist)
- Rolf Schweizer (Komponist und Kirchenmusikdirektor)
- Hans Rudolf Zöbeley (Komponist und Chorleiter)
- Traugott Fünfgeld (Komponist und Kirchenmusikdirektor)
- Jan Wilke (Komponist und Chorleiter)
- Erna Woll (Komponistin und Autorin)
- Heinz Werner Zimmermann (Komponist)
- Klaus Martin Ziegler (Kirchenmusikdirektor und Hochschullehrer)
- Klaus Uwe Ludwig (Kirchenmusikdirektor)
- Simon Langenbach (Kirchenmusikdirektor)